# Bospoldervos
De Bospoldervos is een artistiek kunstwerk door kunstenaar Florentijn Hofman. Het bevindt zich in de wijk Bospolder-Tussendijken in Rotterdam, net ten oosten van het Marconiplein. Het beeld bestaat uit een enorme vos, die in zijn mond een roze zak draagt.